# Acanthurus randalli
Acanthurus randalli és una espècie de peix pertanyent a la família dels acantúrids.

## Descripció
- Pot arribar a fer 18 cm de llargària màxima.[4][5]

## Alimentació
És principalment herbívor.

## Hàbitat
És un peix marí, associat als esculls i de clima tropical.

## Distribució geogràfica
Es troba a l'Atlàntic occidental: Florida i el nord-est del golf de Mèxic (els Estats Units).

## Observacions
És inofensiu per als humans.